# 김환석
김환석(1987년 1월 20일 ~ )은 대한민국의 희극 배우이다.

## 방송
- SBS 웃음을 찾는 사람들
- 코미디TV, iHQ DRAMA, K star 스마일킹
  - 단군의 후예